# (612350) 2002 GP32
(612350) 2002 GP32 est un objet transneptunien, en résonance 2:5 avec Neptune avec un diamètre estimé à environ 185 km.